# Pinarayi Vijayan
Pinarayi Vijayan (mal. പിണറായി വിജയൻ; ur. 24 maja 1945 w Pinarayi) – indyjski polityk, premier stanowy Kerali od 2016. Pochodzi ze społeczności Ezhavów. Działalność polityczną rozpoczął w szeregach związanej z partią komunistyczną organizacji studenckiej. Początkowo członek Komunistycznej Partii Indii (KPI), w 1964 wstąpił do Komunistycznej Partii Indii (Marksistowskiej) (KPI (M)). Sekretarz stanowych struktur KPI (M) w Kerali (1998-2015), członek sekretariatu stanowego partii (od 1989). Włączony do Komitetu Centralnego oraz do Biura Politycznego. Poseł do Zgromadzenia Ustawodawczego Kerali różnych kadencji, w okresie od 1970 (ostatnia reelekcja w 2021). Minister energii i spraw spółdzielczych Kerali (1996-1998), od 2016 premier Kerali. Należy do umiarkowanego skrzydła KPI (M), od wielu lat skonfliktowany jest ze swoim dawnym mentorem V.S. Achuthanandanem. Uznawany za sprawnego administratora, ceniony za swoją rolę w odbudowie stanu po powodziach z 2018 i 2019. Działania jego gabinetu w zakresie zarządzania kryzysem spowodowanym pandemią COVID-19 przyciągnęły uwagę obserwatorów tak w Indiach, jak i poza granicami kraju. Podjął działania na rzecz pogłębienia relacji międzynarodowych stanu. Jako premier odwiedził między innymi Stany Zjednoczone, Wielką Brytanię, Holandię, Zjednoczone Emiraty Arabskie, Bahrajn i Szwajcarię. Cieszy się dużą popularnością. Narosły wokół niego kult jednostki bywa wszakże przedmiotem krytyki i kontrowersji. Został utrwalony w kulturze rodzinnego stanu, poświęcono mu skomponowaną przez Bijibala piosenkę Priya Sakhavu (2021). Jego zawoalowaną krytykę można odnaleźć w filmie Left Right Left wyreżyserowanym przez Aruna Kumara Aravinda w 2013. Wyróżniony nagrodą dla najlepszego indyjskiego premiera stanowego przez Gandhi Global Foundation (2018). Autor licznych publikacji książkowych, uznawany za najpotężniejszego komunistycznego polityka współczesnych Indii.

## Życiorys

### Pochodzenie
Urodził się w Pinarayi w dystrykcie Kannur w ówczesnym stanie Madras, obecnie położonej na północy Kerali. Jego rodzinna wioska jest miejscem o wieloletnich tradycjach komunistycznych. To właśnie w niej, podczas spotkania z 30 grudnia 1939, został utworzony keralski oddział Komunistycznej Partii Indii. Pochodzi z wielodzietnej rodziny, która zwykła żyć w nędzy. Przyszły keralski przywódca w dzieciństwie nosił wyłącznie białe ubrania, przede wszystkim dlatego, iż był to relatywnie dobry sposób na to by ukryć fakt, że jego rodziców nie stać na kupno jakiejkolwiek innej odzieży.
Należy do społeczności Ezhavów, stanowiącej około 23 procent populacji Kerali. Ezhavowie nie mieszczą się w tradycyjnym porządku warnowym, indyjska konstytucja sytuuje ich w obrębie tak zwanych Other Backward Classes (OBC). Polityk doświadczał dyskryminacji na tle kastowym w swym życiu, tak publicznym jak i prywatnym, nawet już po przejęciu władzy w Kerali i zaprzysiężeniu na premiera. 

### Młodość i edukacja
Vijayan był najmłodszym z czternaściorga dzieci, jak również jednym z trzech, które dożyły wieku dorosłego. Dosyć bojaźliwy i przesądny jako dziecko, obawiał się duchów oraz demonów. Wyraźnie bał się samotności, starał się zawsze przebywać w towarzystwie innych osób. Podczas nauki czy pracy nad materiałem poznanym w szkole przesiadywał z reguły w kuchni, zwłaszcza gdy w pobliżu znajdowała się jego matka.
Wcześnie stracił ojca. Dorastał przy tym wysłuchując opowieści o brutalności policji wobec działaczy zdelegalizowanej partii komunistycznej. Opowieściom tym przypisywał zresztą później znaczną rolę w procesie swej politycznej ewolucji oraz ukształtowaniu się lewicowego światopoglądu. Pewne znaczenie mógł też mieć w tym miejscu przykład płynący z rodziny. Z komunistami związał się bowiem także jeden z jego braci, również swoją drogą stając się ofiarą policyjnej brutalności ze względu na swe przekonania.
Jako nastolatek przez pewien czas pracował w piekarni w stanie Karnataka, parał się również tkactwem ręcznym. Edukację zdobywał początkowo w Sharada Vilasam LP School, następnie zaś w Peralasery Government High School.

### Początki kariery politycznej

Flaga Komunistycznej Partii Indii (Marksistowskiej), formacji, z którą związana jest niemal cała kariera Vijayana

Studiował ekonomię w Government Brennen College w Thalassery, tam też rozpoczął życie polityczne w szeregach związanej z partią komunistyczną organizacji studenckiej. W 1964 wybrany na sekretarza Keralskiej Federacji Studentów (KSF) w dystrykcie Kannur. Awansował następnie, również w szeregach KSF, na stanowisko sekretarza stanowego, wreszcie zaś przewodniczącego całej organizacji, przemianowanej później na Federację Studentów Indii (SFI). Zaangażowany jednocześnie w działalność Keralskiej Socjalistycznej Federacji Młodzieży (KSYF), dochodząc do stanowiska jej ogólnostanowego przewodniczącego. KSYF przemianowano później na Demokratyczną Federację Młodzieży Indii (DYFI).
Początkowo członek Komunistycznej Partii Indii, krótko później, w 1964 wstąpił do nowo utworzonej Komunistycznej Partii Indii (Marksistowskiej). Jako młody działacz partyjny znany był z radykalizmu, sympatyzował z ruchem naksalickim. W 1965 brał udział w protestach studenckich przeciwko zmniejszeniu państwowych przydziałów ryżu, został w związku z nimi aresztowany. We wczesnych latach swej kariery został skierowany do Thalassery z poleceniem zwalczania bojówkarzy skrajnie prawicowego Narodowego Stowarzyszenia Ochotników (Rashtriya Swayamsevak Sangh, RSS). Odegrał istotną rolę w przywróceniu spokoju po zamieszkach, w których pogrążone było to miasto w 1971 i 1972.

### Kariera parlamentarna i rządowa do 2016
Po raz pierwszy zasiadł w Zgromadzeniu Ustawodawczym Kerali w 1970, jako najmłodszy ówcześnie poseł stanowy. Podczas stanu wyjątkowego (1975–1977), aresztowany i osadzony w Kannur Central Prison, był poddawany torturom. Mandat uzyskał ponownie w 1977. Zasłynął wówczas wygłoszonym na forum parlamentu przemówieniem, w czasie którego miał na sobie swoją noszącą ślady krwi koszulę. Chciał w ten sposób zwrócić uwagę na problem brutalności policji indyjskiej. Przemówienie to uznaje się za jedno z najlepszych w historii keralskiego parlamentaryzmu.
Stopniowo budował swoją pozycję w keralskim aparacie władzy. W latach 80. i 90. współuczestniczył w tak zwanej vetti niruthal, kampanii eliminacji przeciwników politycznych zainicjowanej przez V.S. Achuthanandana. Z partii zostali wówczas wyrzuceni chociażby M.V. Raghavan czy ówczesny przewodniczący stanowej koalicji partii lewicowych (LDF) P.V. Kunhikannan. Pełnił funkcję przewodniczącego Kerala State Cooperative Bank. Reelekcję parlamentarną uzyskiwał w 1991, 1996, 2016 oraz 2021. W tych ostatnich wyborach wyłączono go z obowiązku przestrzegania partyjnej reguły, zgodnie z którą poseł może zasiadać w legislatywie maksymalnie przez dwie kadencje. 
Poprowadził stanowe struktury partii do zwycięstwa w wyborach federalnych z 2014, z kandydatami wiedzionej przez KPI (M) koalicji zwycięskimi w większości keralskich okręgów wyborczych. Był keralskim ministrem energii (1996–1998). Odpowiadał też za resort nadzorujący ruch spółdzielczy. Przyczynił się na tym stanowisku do znaczącego zwiększenia wydajności stanowej sieci energetycznej. Również jako minister energii był zaangażowany w sprawę kontraktu na infrastrukturę hydroenergetyczną między indyjskim rządem federalnym a kanadyjską firmą SNC-Lavalin. Nieprawidłowości przy tej umowie, renegocjowanej osobiście przez Vijayana, kosztowały indyjskiego podatnika blisko miliard rupii. Polityk znalazł się wśród oskarżonych w tej sprawie, w 2013 został wszakże oczyszczony z ciążących na nim zarzutów. Indyjskie federalne Centralne Biuro Śledcze (CBI) odwoływało się od orzeczenia sądu w tej sprawie. Odwołanie to utkwiło niemniej w indyjskim systemie sądowniczym. 20 października 2022 rozprawa mająca na celu przyjrzenie się uniewinnieniu Vijayana została odroczona, po raz trzydziesty trzeci od 2017.
Również jako minister energii i spółdzielczości towarzyszył ówczesnemu premierowi stanowemu E.K. Nayanarowi podczas wizyty w Watykanie z 1997. Spotkał się wówczas z papieżem Janem Pawłem II.

### Premier stanowy

#### Pierwsza kadencja

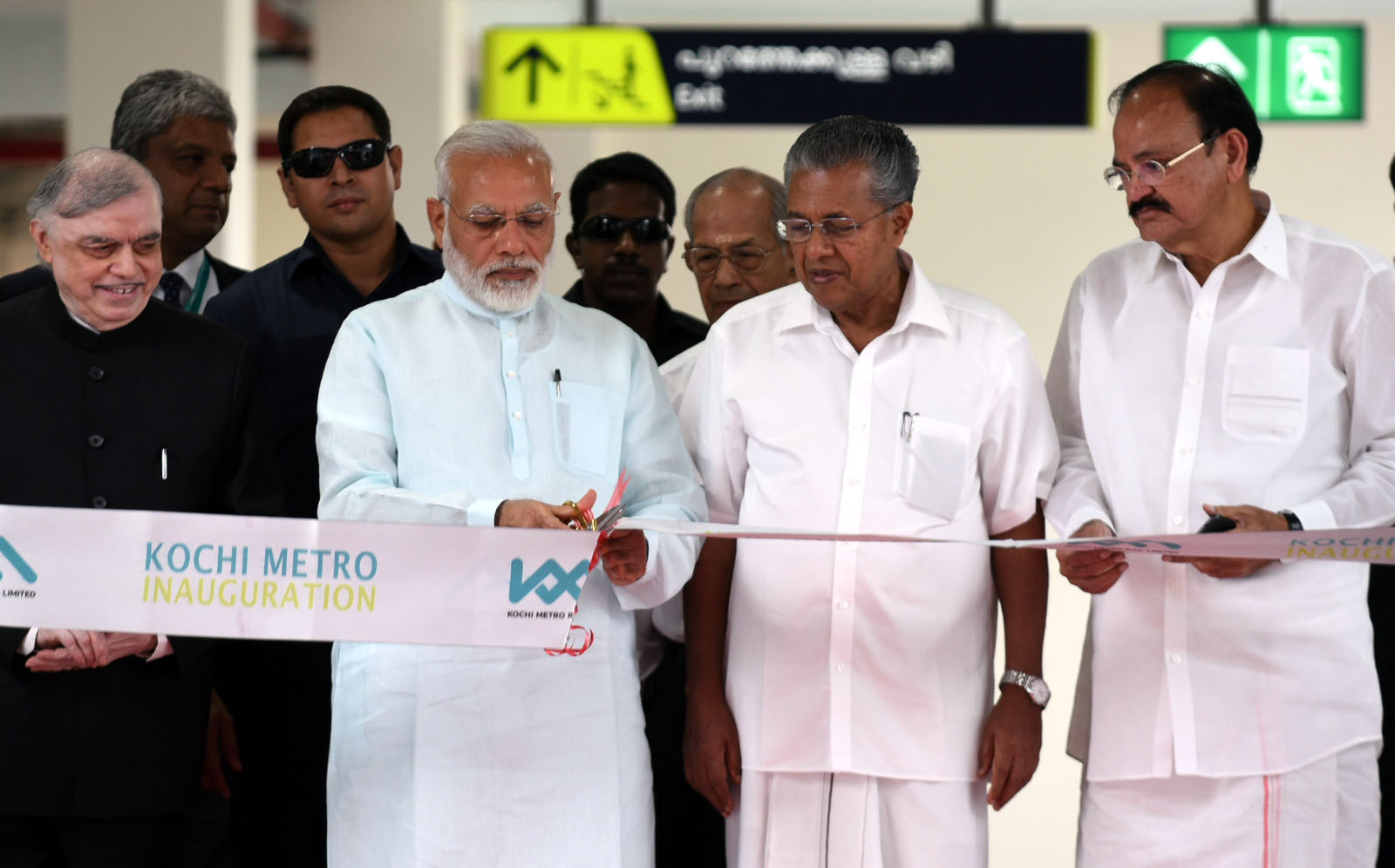
Pinarayi Vijayan z premierem Narendrą Modim oraz wiceprezydentem Venkaiahem Naidu podczas otwarcia sieci metra w Koczinie

Po zwycięstwie lewicowej koalicji w wyborach stanowych z 2016 otrzymał misję sformowania nowego rządu. Zaprzysiężony został 25 maja 2016, jako zaledwie trzeci szef rządu Kerali wywodzący się ze społeczności Ezhavów. Na swoją doradczynię ekonomiczną powołał Gitę Gopinath, amerykańską ekonomistkę pochodzącą z Kerali. Jej nominacja była interpretowana jako próba kontroli keralskiego ministra finansów, cenionego przedstawiciela marksowskiej myśli ekonomicznej. Gopinath znana jest ze swoich neoliberalnych tendencji, co wzbudziło znaczne kontrowersje.
Wyniesienie Vijayana do władzy było komentowane z pewną niechęcią – jako zwycięstwo szowinistycznego i rewizjonistycznego skrzydła partii. Uważano, że zwiastuje ono wzrost wpływów hinduskiego konserwatyzmu w Kerali, skrywanego pod pozorami odwołań do komunizmu. Wiązano jego awans nierozerwalnie z kulturą męczeństwa w KPI (M), wywodzącej się z kolei z przemocy politycznej trapiącej Keralę od wielu dekad.
Kompozycja religijna pierwszego gabinetu Pinarayi Vijayana na początku jego funkcjonowania przedstawiała się następująco: 14 z 19 jego członków wywodziło się spośród ludności hinduistycznej. Wśród ministrów wiązanych z tą tradycją religijną siedmiu pochodziło ze społeczności Ezhavów. W ławach rządowych zasiadło też dwóch muzułmanów oraz trzech chrześcijan.
W pierwszych miesiącach urzędowania kierowany przez niego rząd oskarżany był o tolerowanie szeroko zakrojonego nepotyzmu w strukturach administracji stanowej. Część powołań noszących takie znamiona została wycofana pod naciskiem opinii publicznej. Niemniej na lukratywne stanowiska w kontrolowanych przez stan podmiotach trafiło szereg krewnych prominentnych działaczy partyjnych. Wśród wykorzystanych w ten sposób spółek i podmiotów wskazywano chociażby Kinfra Apparel Park, Clay and Ceramics Limited czy Women’s Development Corporation. Posunięcia takowe uznawano generalnie za złamanie obietnic składanych w kampanii wyborczej. Porównywano jednocześnie sytuację w Komunistycznej Partii Indii (Marksistowskiej) do wydarzeń w strukturach Komunistycznej Partii Chin, zwłaszcza w kontekście praktyk korupcyjnych. Przywoływano takoż kampanię antykorupcyjną rozpoczętą przez Xi Jinpinga po objęciu stanowiska sekretarza generalnego KPCh w 2012.
W 2017 Vijayan zainicjował rozmowy z RSS, próbując położyć kres fali motywowanej politycznie przemocy trapiącej stan od kilku dekad. Pojawiły się wszakże głosy, zgodnie z którymi jego wysiłki w tym zakresie nie przyniosły oczekiwanych rezultatów.
Wykonał wyrok indyjskiego Sądu Najwyższego otwierający świątynię w Sabarimali dla wszystkich wiernych, w tym dla kobiet w wieku menstruacyjnym. Posunięcie to wywołało gwałtowne protesty indyjskiej skrajnej prawicy, zyskało jednak szerokie uznanie w indyjskich środowiskach liberalnych. Było to jednym z głównych czynników stojących za porażką partii komunistycznych w wyborach federalnych z 2019. W obronie decyzji Sądu Najwyższego zorganizowano z poparciem keralskiego rządu, KPI (M) oraz przeszło 170 organizacji społecznych żywy mur złożony z keralskich kobiet. Ustawiony wzdłuż stanowej granicy, rozciągał się na przestrzeni 620 kilometrów, od Kasaragodu na północy do Trivandrum na południu. W akcji wzięło udział około pięć i pół miliona kobiet, w tym otwierająca mur ówczesna minister zdrowia K.K. Shailaja oraz zamykająca go członkini Biura Politycznego Komunistycznej Partii Indii (Marksistowskiej) Brinda Karat. Kwestia wejścia do świątyni w Sabarimali była wykorzystywana w kampanii przed wyborami stanowymi w 2021. Partie opozycyjne oskarżały Vijayana i kierowany przez niego rząd o zaognianie sytuacji poprzez zachęcanie kobiet, by dostawały się do najświętszego miejsca przybytku.
Vijayan włączył się w próby rozwiązania sporu jurysdykcyjnego między dwoma odłamami Kościoła Malankarskiego, dotyczącego przeszło 1100 parafii na terytorium stanu. Spór ten, trwający od wielu dekad, był przedmiotem werdyktu indyjskiego Sądu Najwyższego z 3 lipca 2017. Wysiłki mediacyjne nie przyniosły rezultatu, a przewodniczący Kerala Law Reforms Commission K.T. Thomas stwierdził w listopadzie 2021, że jedynym sposobem rozwiązania konfliktu jest referendum pośród wiernych obu Kościołów. We wrześniu 2022 niemniej, po kolejnym spotkaniu z Vijayanem, przedstawiciele obu Kościołów zgodzili się na powołanie specjalnej komisji, która miała je wspierać w działaniach na rzecz rozstrzygania kwestii spornych wynikających z opisywanego konfliktu.
W 2019 utworzył urząd specjalnego reprezentanta keralskiego rządu stanowego w Nowym Delhi. Decyzja ta była ostro krytykowana – jako kosztowna, ekstrawagancka i niepotrzebna, zwłaszcza że Kerala posiadała już wówczas zwyczajowego komisarza-rezydenta przy rządzie federalnym. Specjalny reprezentant ma być dodatkowym łącznikiem między Keralą a władzami centralnymi, a jego zadania mają się skupiać na przyspieszaniu realizacji projektów wymagających wsparcia władz w stolicy. Podobne stanowiska powołały już uprzednio inne rządy stanów położonych na południu Indii, Tamilnadu, Karnataki oraz Telangany. Pierwszym specjalnym reprezentantem został A. Sampath. We wrześniu 2021 powołano na to stanowisko dyplomatę Venu Rajamony'ego.
Vijayan uznawany jest za sprawnego administratora, cenionego za swój wkład w odbudowę stanu po cyklonie Ockhi (2017) oraz po katastrofalnych powodziach z 2018 i 2019. Działania jego gabinetu w zakresie zarządzania kryzysem spowodowanym pandemią COVID-19 spotkały się początkowo z entuzjastycznym przyjęciem, Kerala natomiast była stawiana za wzór w tej sytuacji, tak przez indyjskie, jak i światowe media. Wcześnie podjęto systematyczne działania mające na celu znaczące zwiększenie podaży maseczek oraz środków dezynfekujących, pragnąc uniknąć urynkowienia samego kryzysu. Przy wsparciu rządu stanowego Kudumbashree kolektyw zrzeszający przeszło cztery i pół miliona kobiet z oddziałami rozsianymi po całej Kerali zaangażował się w produkcję maseczek. Aktywiści działający w Kerala Sastra Sahitya Parishad, stanowym stowarzyszeniu nauki ludowej, podjęli się pracy przy wytwarzaniu środków dezynfekcyjnych. Korzystając z infrastruktury afiliowanych przy KPI (M) organizacji otwarto przeszło 25 tysięcy punktów mycia rąk, jak również rozliczne telefoniczne centra dla osób potrzebujących nagłej pomocy. W połowie marca 2020 Vijayan ogłosił – jako pierwszy premier stanowy w kraju – pakiet finansowy mający na celu załagodzenie sytuacji kryzysowej spowodowanej przez pandemię. Obejmował on wydatki na łączną kwotę dwustu miliardów rupii, z dodatkowymi 5 miliardami przeznaczonymi dla publicznej ochrony zdrowia, zawieszenie płatności rachunków czy poluzowanie ostatecznych terminów płatności podatków stanowych. Poza wspomnianym niżej wsparciem żywnościowym otwarto także działające społecznie kuchnie z szerokim systemem darmowej, opartej na wolontariacie dystrybucji. Wszystkie z wymienionych działań skutecznie powstrzymały rozprzestrzenianie się zakażeń w pierwszych miesiącach pandemii. Szeroko zakrojona akcja szczepień przyniosła efekty przewyższające średnią krajową. Do końca grudnia 2021 nieco ponad 20 milionów Keralczyków zostało zaszczepionych dwiema dawkami, nieco ponad 26 milionów otrzymało przynajmniej jedną dawkę szczepionki. Stanowi to odpowiednio 75 i 97,38 % dorosłej populacji stanu. 12 kwietnia 2022 rząd stanowy zaprzestał codziennego podawania informacji o sytuacji epidemiologicznej w Kerali, wskazując na znaczny spadek zachorowań. Podał jednocześnie bilans pademii w stanie, upubliczniając dane o przeszło 6,5 milionach zachorowań oraz 68365 zgonów.
W opublikowanych tak w 2020 jak i 2021 analizach i komentarzach zwracano zwłaszcza uwagę na kompleksowe podejście rządu do zarządzania sytuacją, w tym na masowe i wczesne testy oraz wsparcie żywnościowe oferowane wszystkim mieszkańców stanu. Późniejsze analizy jego polityki w kwestii zarządzania wywołanym przez pandemię kryzysem były z reguły znacznie bardziej zniuansowane. Rząd Vijayana zdołał również zorganizować repatriację przeszło trzystu tysięcy Keralczyków zamieszkujących w krajach Zatoki Perskiej bezpośrednio po ogłoszeniu pandemii. Jego regularne konferencje prasowe poświęcone aktualnej sytuacji epidemiologicznej umiejętnie motywowały obywateli do współdziałania z władzami. Poprzez odwoływanie się do zbiorowej odpowiedzialności zapewniły stanowej służbie zdrowia i administracji pomoc tysięcy wolontariuszy na różnych etapach pandemii. Międzynarodowe uznanie, które otrzymał rząd Vijayana za swą politykę w pierwszych miesiącach pandemii, stało się obiektem dumy Keralczyków, tak tych mieszkających w kraju, jak i tych przebywających na emigracji.
Za rządów Vijayana utworzono w Kerali pierwsze w Indiach różowe brygady policji, składające się wyłącznie z kobiet oddziały policji mające na celu zwiększenie bezpieczeństwa kobiet i dzieci w miejscach publicznych. W szkołach keralskich zainstalowano automaty z łatwo dostępnymi produktami higieny intymnej dla dziewczynek i menstruujących kobiet. Trzem milionom migrantów zarobkowych przebywającym w Kerali zapewniono ubezpieczenia oraz bezpłatną opiekę zdrowotną. Podjęto również starania na rzecz wsparcia pracowników pozostających poza związkiem zawodowym, także w zakresie otrzymywania przez nich przynajmniej płacy minimalnej.
Uwagę komentatorów w poczynaniach rządu Vijayana przykuły także szeroko zakrojone inwestycje w projekty infrastrukturalne, system opieki zdrowotnej oraz edukację, w większości finansowane przez Kerala Infrastructure Investment Board Fund (KIIFB). Jednocześnie rząd Vijayana oskarżany jest o uczynienie z Kerali państwa, czy raczej stanu policyjnego. Pojawiają się doniesienia o wykonywanych na jego polecenie pozasądowych egzekucjach działaczy maoistowskich, o morderstwach i torturach w stanowych więzieniach oraz braku reakcji na narastającą falę przemocy politycznej w stanie. Wspierana przez jego administrację poprawka do Kerala Police Act z 2021 wywołała znaczne kontrowersje, była krytykowana jako atak na wolność słowa.
Jego pierwszą kadencję analizowano przez pryzmat zmieniającego się podejścia keralskiej lewicy do polityk publicznych. Tradycyjny nacisk tego środowiska na edukację, opiekę zdrowotną, kwestie infrastrukturalne czy politykę społeczną uzupełniono otwarciem się na kwestie zazwyczaj istotne dla klasy średniej oraz ludzi młodych. Podjęto chociażby starania na rzecz wsparcia rozwijającego się w Kerali sektora informatycznego oraz ułatwiono prowadzenie działalności gospodarczej.

#### Druga kadencja

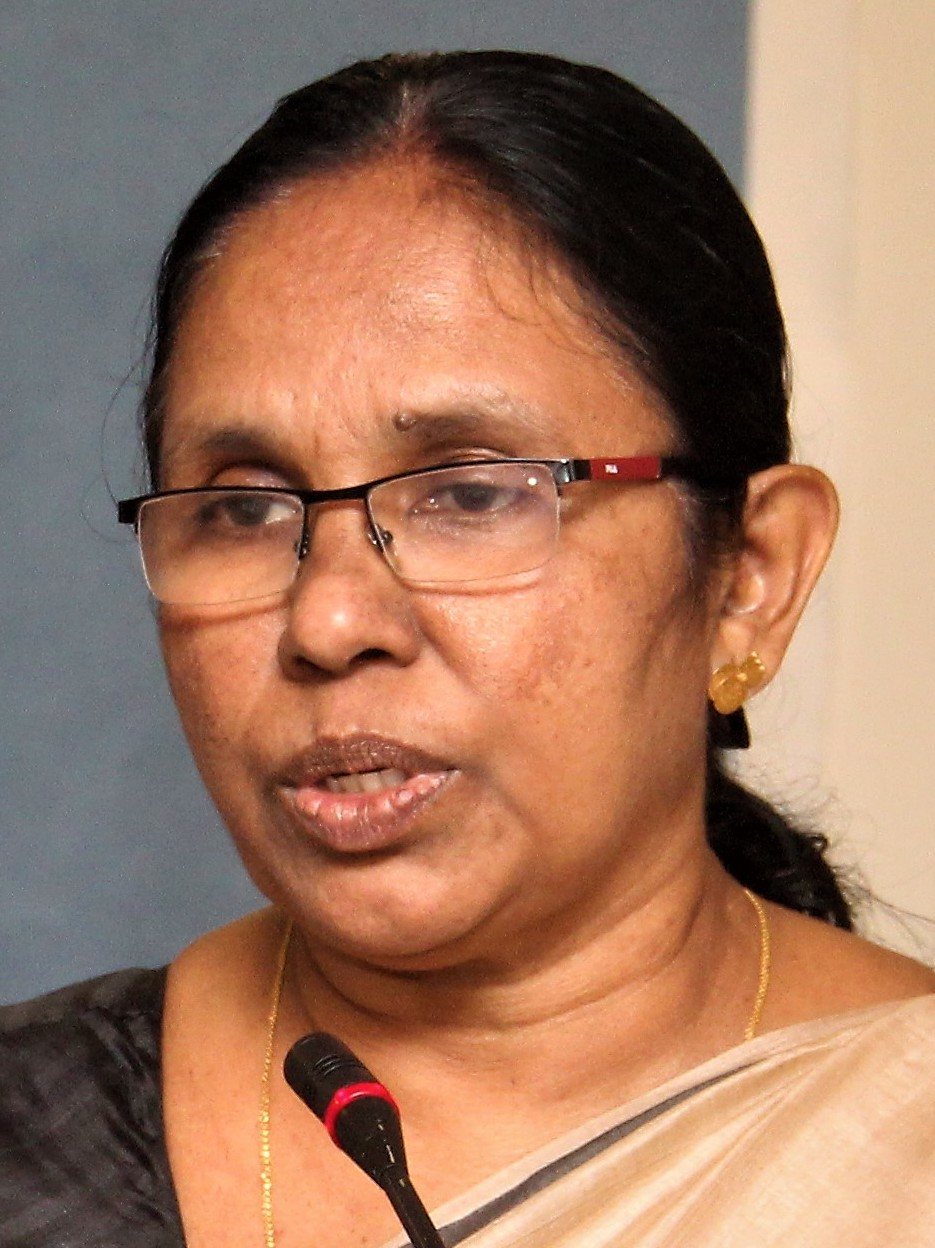
K.K. Shailaja, minister zdrowia Kerali między 2016 a 2021. Jej nieobecność w drugim gabinecie Vijayana spotkała się ze zdziwieniem Komitetu Centralnego i była szeroko krytykowana.

Pod przywództwem Vijayana Komunistyczna Partia Indii (Marksistowska) oraz skupiona wokół niej koalicja stanowych partii lewicowych (LDF) odniosła zdecydowane zwycięstwo w wyborach samorządowych z grudnia 2020, zdobywając więcej mandatów niż wszystkie partie opozycyjne razem wzięte.
W wyborach do parlamentu stanowego z kwietnia 2021 LDF zdobyła 99 ze 140 mandatów, tym samym zachowując władzę na drugą kadencję jako pierwsza rządząca koalicja na przestrzeni przeszło czterech dekad. Wśród przyczyn tak zdecydowanego zwycięstwa wymieniano reakcję urzędującego rządu na zagrożenie związane z pandemią, znaczny wzrost poparcia dla LDF wśród keralskich muzułmanów oraz wśród kobiet. Dodawano do tego również zmianę preferencji wyborczych wśród społeczności chrześcijańskiej, dotychczas popierającej Indyjski Kongres Narodowy. Ten ostatni czynnik analizowany był w kontekście podejmowanych przez Vijayana starań mających na celu ocieplenie relacji keralskiej lewicy z mniejszościami religijnymi.
Vijayan ponownie otrzymał misję sformowania nowego rządu. Zaprzysiężony został 20 maja 2021. Dodatkowo wzmocnił własną pozycję w gabinecie, nie powołując do swojego drugiego rządu chociażby popularnej dotychczasowej minister zdrowia K.K. Shailajy. Ministerialną tekę przyznał z kolei P. A. Mohammadowi Riyasowi, jedynemu znaczącemu przywódcy partyjnemu ze zdominowanej przez muzułmanów północy Kerali. Obie decyzje wzbudziły kontrowersje. Pominięcie Shailajy, cenionej za swoją rolę w walce z pandemią, wywołało zdziwienie Komitetu Centralnego KPI (M). Awans Riyasa z kolei spotkał się ze sprzeciwem działaczy partyjnych w samej Kerali, prywatnie Riyas bowiem jest zięciem Vijayana. Przychylna rządowi prasa z kolei postrzegała tak wyraźne przetasowania gabinetowe jako próbę uniknięcia błędów, które niegdyś (odpowiednio w 2011 i 2018) kosztowały KPI (M) utratę władzy w Bengalu Zachodnim i Tripurze. Zakres wpływów złożonych w ręce Vijayana przywiódł komentatorów do uznania go za najpotężniejszego komunistycznego polityka współczesnych Indii.
Niestandardowa polityka personalna Vijayana u progu drugiej kadencji była analizowana również w kontekście domniemanego prymatu partii nad jednostką w szeregach KPI (M). Kontrastowano ją zwłaszcza z wydarzeniami z 1996, kiedy to przywództwo partii zablokowało kandydaturę Jyotiego Basu na szefa rządu federalnego wspieranego przez ówczesną opozycję. Marginalizacja Shailajy natomiast nasunęła porównanie do sytuacji po wyborach stanowych z 1987. Zwycięska lewicowa koalicja prowadziła wówczas kampanię z K.R. Gowri Ammą jako kandydatką na szefa rządu. Ostatecznie jednak jej dojście do władzy zostało zablokowane przez biurokrację partyjną.
Odsunięcie Shailajy sygnalizowało zresztą nie tylko historyczne analogie. Pojawiają się głosy, zgodnie z którymi Vijayan pragnąć ma kolejnej, trzeciej kadencji w fotelu premiera. Shailaja natomiast ze swoją międzynarodową rozpoznawalnością, ogromną popularnością pośród Keralczyków oraz relatywnie wysoką pozycją w Komitecie Centralnym byłaby mu stanie w osiągnięciu tego celu skutecznie przeszkodzić. Gdyby zachowała pozycję w gabinecie, byłaby naturalną kandydatką na premiera w wyborach z 2026.
Skład drugiego rządu Vijayana zwrócił uwagę komentatorów również ze względu na swoją kompozycję kastową. W dwudziestojednoosobowym gabinecie znalazło się siedmiu Nairów. Jeśli weźmie się pod uwagę wszystkie stanowiska o randze ministerialnej, udział tej społeczności w egzekutywie jest jeszcze wyższy, na poziomie 37,5 %. Ezhavowie, zatem społeczność, z której wychodzi się premier, otrzymali jedynie pięć tek. Dalici otrzymali tylko jedno ministerstwo. Tak znaczący udział Nairów w rządzie jest zjawiskiem bez precedensu we współczesnej historii Kerali. Jedynie rząd Trawankoru kierowany przez Pattoma Thanu Pillai'ego, w którym co trzeci minister należał do tej społeczności, może tutaj służyć jako właściwe porównanie. W porównaniu do pierwszego gabinetu wzrosła także liczba ministrów ze społeczności islamskiej – do trzech – jak również tych należących do rozmaitych denominacji chrześcijańskich – do czterech. Nominacje ministerialne pośród chrześcijan rozdysponowano ostrożnie wedle klucza wyznaniowego. Po jednej tece otrzymały odpowiednio społeczności rzymskokatolicka, syromalabarska, ortodoksyjna i protestancka.
W nowym gabinecie Vijayan zachował kluczowe teki ministerialne, w tym tą odpowiedzialną za sprawy wewnętrzne. Pod koniec maja 2021 przedłożył parlamentowi stanowemu rezolucję wyrażającą solidarność z mieszkańcami Lakszadiwów, protestującymi przeciwko poczynaniom mianowanego przed rząd federalny administratora archipelagu. Dokument został przez legislatywę przyjęty jednogłośnie, domagając się jednocześnie zdjęcia wspomnianego federalnego biurokraty z urzędu.
W październiku 2021 ogłosił utworzenie Kerala Puraskaram, odznaczeń stanowych wzorowanych na orderach przyznawanych przez indyjski rząd federalny. Wyróżnienia mają być przyznawane dorocznie podczas obchodów święta z okazji utworzenia stanu (Kerala Piravi, 1 listopada). W lipcu 2022 rząd stanowy powołał komisję związaną z tym właśnie wyróżnieniem. Jej członkowie, w randze sekretarzy gabinetu, otrzymali zadanie przedstawienia listy potencjalnych nagrodzonych. Na Kerala Puraskaram składać się mają kolejno Kerala Jyothi, Kerala Prabha oraz Kerala Sree, przyznawane łącznie ośmiu osobom na rok. Wśród pierwszych uhonorowanych w ten sposób znaleźli się prominentny pisarz tworzący w języku malajalam M.T. Vasudevan Nair oraz jedna z ikon współczesnego kina keralskiego, znany z lewicowych poglądów aktor Mammootty.
Przemoc polityczna jako aspekt keralskiej rzeczywistości, pozostała problemem również w czasie drugiej kadencji Vijayana. Na przełomie 2021 i 2022, po kilku kolejnych głośnych zabójstwach motywowanych politycznie, keralska policja poinformowała o aresztowaniu w związku z nimi przeszło 13 tysięcy osób. Powiązana z nią kwestia, brutalność i bezkarność stanowej policji keralskiej, często pojawiała się w dyskursie publicznym w tym samym czasie. Do wspominanych już wyżej oskarżeń Vijayana łączonych ze służbami porządkowymi powrócono w 2022, w związku z brutalnym pobiciem dwóch młodych mężczyzn przez funkcjonariuszy w miejscowości Kilikollur w dystrykcie Kollam. Premier potępił wprawdzie sprawców, zaznaczył jednak jednocześnie, że keralska policja znajduje się pośród najlepszych w kraju. Dodał, iż jakiekolwiek próby podkopywania jej wizerunku poprzez nagłaśnianie odosobnionych incydentów są nie do zaakceptowania. Podobna reakcja może wydawać się dwuznaczna, zwłaszcza jeśli weźmie się pod uwagę życiorys polityka. Wynika wszakże z tego, iż Vijayan przez lata uzależnił od siebie znaczną część policji, opierając swe z nią relacje na zależności typu klient-patron. Sam niezmiernie rzadko krytykuje podległych sobie – jako ministrowi spraw wewnętrznych – funkcjonariuszy. Toleruje nierzadko niską skuteczność działań policji. Z drugiej strony nierozwiązane sprawy kryminalne służą mu za wygodny pretekst do ataków na własnych przeciwników politycznych. W komentarzach podawano tu jako przykład serię wybuchów w Kannur, które uśmierciły bądź okaleczyły szereg mieszkańców miasta. Wśród ich ofiar znalazło się, poza dziećmi i kobietami, kilku działaczy KPI (M). Vijayan nie zdecydował się na pełne wykorzystanie podporządkowanej sobie policji w tej sprawie, i to mimo tego, że w przypadku przeszło 80 % wybuchów nie udało się odnaleźć sprawców. Winą za nie obarczył skrajnie prawicowe Narodowe Stowarzyszenie Ochotników (RSS) oraz muzułmański Ludowy Front Indii (PFI) czy też polityczne ramię tego ostatniego, Socjaldemokratyczną Partię Indii (SDPI). Innym przykładem nierozwikłanej sprawy kryminalnej, którą Vijayan zręcznie wykorzystuje do walki politycznej, jest wybuch bomby ze stycznia 2017, wymierzony przeciwko Kodiyeri Balakrishnanowi, ówczesnemu szefowi stanowych struktur KPI (M). Na podstawie wymienionych wydarzeń, jak i innych im podobnych, Vijayan buduje wiarygodną narrację atakując opozycję za jej niewystarczające wysiłki na rzecz utrzymania społecznej harmonii w Kerali.
Skupienie się na inwestycjach infrastrukturalnych wymieniane było jako jedna z przyczyn znacznego poparcia dla Vijayana wśród keralskiej klasy średniej. Doceniano zwłaszcza wykończenie szeregu projektów zgodnie z uprzednio zaplanowanym harmonogramem. Jednocześnie, przez większość pierwszej kadencji kierowany przez Vijayana rząd w zasadzie doprowadzał jedynie do końca przedsięwzięcia zainicjowane przez poprzedniego premiera Oomena Chandy'ego. Spotykało się to z krytyką ze strony partii opozycyjnych.
Uznawana za autorski projekt rządu Vijayana linia szybkiej kolei przecinająca stan z północy na południe miała w założeniu zrewolucjonizować keralski system transportu. Nie jest przy tym inicjatywą powstałą w otoczeniu Vijayana w ścisłym sensie. Stanowi raczej koncepcję, która pojawiła się w keralskich kręgach rządowych pod koniec pierwszej dekady XXI wieku. Bywa rozumiana w kontekście specyficznych wyzwań komunikacyjnych i środowiskowych, przed którymi stoi Kerala. Przemieszczanie się po stanie jest skomplikowane i czasochłonne, przynajmniej w porównaniu z krajami europejskimi czy Stanami Zjednoczonymi. Dzieje się tak pomimo tego, że sieć drogowa w Kerali jest dosyć dobrze utrzymana oraz stosunkowo gęsta i rozbudowana. Przemieszczenie się z jednego końca stanu na drugi zajmuje od dziesięciu do dwunastu godzin. 
SilverLine, linia szybkiej kolei o długości przeszło 529 kilometrów, miałaby umożliwić podobną podróż w czasie około 4 godzin. Projekt ten, z uwagi na swój koszt i rozmiar, a także ze względu na kontrowersje, które budzi, jest jedynie ostatnią z szeregu prezentowanych propozycji, następcą innej linii kolejowej o odmiennej długości pozostałej wszakże jedynie na papierze. T.M. Thomas Isaac, wówczas minister finansów w rządzie stanowym, w budżecie na rok fiskalny 2009-2010 zawarł korytarz szybkiej kolei łączący Thiruvananthapuram z Kasaragodem o długości 430 kilometrów. Już ten projekt, mniejszy i mniej kosztowny, spotkał się z ogromnym oporem społecznym, został też w zasadzie zarzucony w 2014. Projekt forsowany przez Vijayana jest jeszcze bardziej kosztowny, wycenia się go na przynajmniej 640 miliardy rupii indyjskich. Doradzający rządowi federalnemu i finansowany z pieniędzy publicznych National Institution for Transforming India (NITI Aayog) w opracowanej przez siebie ekspertyzie podał zresztą kwotę drastycznie wyższą, bo zamykającą się w 1 bilionie 240 miliardach rupii. Suma ta przy tym nie bierze pod uwagę dodatkowych kosztów wynikłych z opóźnień przy pracach konstrukcyjnych.
Keralski premier przez wiele miesięcy swej drugiej kadencji, tak w 2021 jak i w 2022, nalegał na powstanie tej linii kolejowej. Polityczny instynkt Vijayana, dotąd dosyć trafnie pozwalający mu na odczytywanie nastrojów społecznych, w tym wszakże przypadku zawiódł, co było widoczne chociażby w długotrwałej fali protestów. Protesty te zresztą były nierzadko brutalnie tłumione. Miażdżąca porażka kandydata wystawionego przez KPI (M) w wyborach uzupełniających w okręgu Thrikkakara (maj 2022), zatem w jednym z miejsc, które wyraźnie skorzystałyby na proponowanej przez Vijana kolei, zmusiła polityka do przynajmniej częściowego przyznania się do porażki. W połowie czerwca 2022 w przemówieniu wygłoszonym na obrzeżach keralskiej stolicy stwierdził rząd federalny, niegdyś popierający nasz projekt, ma obecnie co do niego wątpliwości. Obarczył winą za ten stan rzeczy tak opozycyjną koalicję keralską pod przywództwem Indyjskiego Kongresu Narodowego, jak i rządzącą na poziomie federalnym Indyjską Partię Ludową. Pod koniec listopada 2022 kierowany przez Vijayana rząd w praktyce wstrzymał prace nad implementacją projektu, przekierowując osoby pracujące przy pomiarze terenu przeznaczonego pod tę linię do innych zadań. Jednocześnie zaprzestano też zakupu nowych gruntów pod tę kolei. Polityk nie porzucił jednak planów związanych z projektem całkowicie, jeszcze w połowie grudnia 2022 utrzymując, że kontrowersyjna linia kolejowa nadal oczekuje na pełną aprobatę rządu federalnego. Budżet stanowy na 2023 nie zawiera jednakże jakichkolwiek wzmianek tej właśnie inwestycji. Alokuje przy tym znaczące środki na inne, niekiedy również kontrowersyjne projekty infrastrukturalne.
W październiku 2022 Vijayan zapowiedział przegłosowanie w stanowym parlamencie ustaw wymierzonych przeciwko praktykom powiązanym z czarną magią. Zapowiedziane rozwiązania prawne mają przeciwdziałać także szkodliwym społecznie przesądom oraz szeroko rozumianemu nadużywaniu wolności religijnej. Stanowią one pokłosie rytualnego zabójstwa dwóch kobiet, których rozczłonkowane ciała zostały odnalezione przez policję w wiosce Elanthoor w dystrykcie Pathanamthitta w październiku 2022. Zbrodnia ta odbiła się szerokim echem, miejsce jej dokonania natomiast szybko stało się osobliwą atrakcją turystyczną przyciągającą setki osób. Ofiary z ludzi mają długą historię w Kerali, choć, jak zauważono, były one praktykowane znacznie rzadziej niż rytualne składanie w ofierze zwierząt. Świątynią znaną z ludzkich ofiar była niegdyś Panayannarkavu Devi Temple nieopodal Mannar. Jako kapłani posługują w niej zresztą współcześnie potomkowie ostatniej niedoszłej ofiary. Ofiary ze zwierząt zostały natomiast na terytorium obecnej Kerali zdelegalizowane na mocy edyktu królowej regentki Trawankoru Sethu Lakshmi Bayi w latach 20. XX wieku. Vijayan podkreślił, że proces legislacyjny będzie opierał się w tej kwestii na wszechstronnych konsultacjach z keralskimi przywódcami religijnymi, będzie uwzględniał wszystkie istotne grupy wyznaniowe oraz dążyć będzie do akceptowalnego społecznie konsensusu.
W relatywnie stabilnym, przynajmniej w porównaniu z innymi częściami kraju, choć złożonym i skomplikowanym systemie politycznym Kerali urzędowanie Vijayana wyróżnia się także swoją długością. 14 listopada 2022, stojąc na czele rządu przez 2364 dni, zrównał się on z politykiem, który uprzednio rządził Keralą najdłużej, bez jakichkolwiek przerw. Przywódcą tym był C. Achutha Menon, premier od 1 listopada 1969 do 1 sierpnia 1970, następnie zaś ponownie od 4 października 1970 do 25 marca 1977. Achutha Menon należał do Komunistycznej Partii Indii, zatem do formacji, z którą krótko związany był w początkach swej politycznej kariery sam Vijayan. Istotne jest jednak wszakże i to, iż Vijayan, mimo niewątpliwego piętna, jakie odcisnął na współczesnej historii swego macierzystego stanu, wciąż nie jest najdłużej pozostającym u władzy jej współczesnym przywódcą. Tak E.K. Nayanar jak i K. Karunakaran rządzili dłużej, odpowiednio blisko 11 i 9 lat, z tym, że ich rządy nie miały ciągłego charakteru. 17 lutego 2023 stał się czwartym najdłużej urzędującym keralskim premierem w historii, wyprzedzając pod tym względem swego bezpośredniego poprzednika Oomena Chandy'ego.

#### Relacje międzynarodowe

##### Podróże zagraniczne
Jako premier podjął działania na rzecz pogłębienia relacji międzynarodowych stanu. Wielokrotnie spotykało się to z krytyką ze strony partii opozycyjnych, tak Indyjskiego Kongresu Narodowego, jak i Indyjskiej Partii Ludowej. Premiera atakował też w tym kontekście Arif Mohammad Khan, gubernator reprezentujący w Kerali rząd federalny.
Do 2019 Vijayan odbył osiem podróży zagranicznych, zdecydowanie więcej niż jego bezpośredni poprzednicy. Odwiedził dziewięć krajów, w tym Zjednoczone Emiraty Arabskie, Bahrajn, Szwajcarię, Holandię oraz Stany Zjednoczone. Odbył również dwie zagraniczne podróże poza kontekstem służbowym – jedną o charakterze prywatnym do Zjednoczonych Emiratów Arabskich oraz kolejną, do Stanów Zjednoczonych, w celach medycznych.
Kontynuował swą politykę aktywnego poszukiwania kontaktów zagranicznych również po przerwie wymuszonej skupieniem się na zarządzaniu sytuacją pandemiczną. W lutym 2022 udał się do Zjednoczonych Emiratów Arabskich. W styczniu oraz w kwietniu i w maju 2022 po raz kolejny odwiedził Stany Zjednoczone w celach medycznych. W październiku 2022 udał się w podróż do Norwegii, Finlandii oraz Wielkiej Brytanii, jak również ponownie do Zjednoczonych Emiratów Arabskich. Sama podróż do Zjednoczonych Emiratów Arabskich miała zasadniczo charakter prywatny. Wywołała przy tym pewne kontrowersje, nie zgłoszono jej bowiem z odpowiednim wyprzedzeniem do indyjskiego ministerstwa spraw zagranicznych, Vijayanowi natomiast towarzyszył w niej opłacany za publiczne pieniądze osobisty asystent.
Podczas europejskiego etapu podróży z października 2022 skupił się na obserwacji systemów edukacyjnych odwiedzanych krajów oraz przyciąganiu nowych inwestycji zagranicznych. Dbał przy tym jednocześnie o jej wymiar symboliczny i propagandowy, mając na względzie zwłaszcza lokalny, keralski kontekst polityczny. Złożył chociażby kwiaty na grobie Karola Marksa w Londynie.
Wspomniana powyżej wizyta w Holandii łączona była szczególnie z kwestią działań przeciwpowodziowych w Kerali, z rządem stanowym planującym wdrożyć pewne rozwiązania wzorowane na tych holenderskich. Vijayan spotkał się podczas tej podróży między innymi z Corą van Nieuwenhuizen, ówczesną minister infrastruktury i gospodarki wodnej. W 2019 przyjął holenderskiego króla Wilhelma-Aleksandra oraz jego małżonkę Maksymę, odbywających wizytę państwową w Indiach. W marcu 2022 spotkał się z kolei z holenderskim ambasadorem w Indiach, Martenem van den Bergiem.
Z kolei regularne wizyty w krajach Zatoki Perskiej można połączyć z w zasadzie wszechobecnością Keralczyków w tym regionie. Przykładowo w samych tylko Zjednoczonych Emiratach Arabskich mieszka przeszło 3 miliony obywateli Indii. Spośród nich ponad milion to właśnie Keralczycy.

##### Kontakty międzynarodowe
Stara się podtrzymywać dobre relacje z Kubą, tradycyjnie mające duże znaczenie symboliczne dla Kerali. Po śmierci Fidela Castro (2016) ogłosił trzydniową żałobę stanową. W 2017 w indyjskiej stolicy spotkał się z ówczesnym ambasadorem kubańskim w Nowym Delhi, Oscarem I. Martinezem Cordovesem. W 2019 przyjął w oficjalnej rezydencji keralskiego premiera Aleidę Guevarę, córkę znanego kubańskiego rewolucjonisty. W 2022, w rocznicę śmierci Che Guevary, nazwał zaangażowanego w życie polityczne socjalistycznej Kuby Argentyńczyka nieustraszonym żołnierzem, który poświęcił swe życie w walce z imperializmem. Określił go też mianem mistrza wojny partyzanckiej, wyróżniającego się swą niewzruszoną miłością do ludzkości.
W 2020 jego rząd ogłosił dwa dni żałoby po śmierci Diego Maradony. W grudniu 2022 pogratulował zwycięskiej drużynie argentyńskiej po zdobyciu przez nią tytułu mistrzów świata. Podkreślił przy okazji szczególną rolę Lionela Messiego w rozgrywanym w Katarze turnieju. Piłka nożna zajmuje poczesne miejsce w kulturze Kerali, a pochodzący z Ameryki Łacińskiej piłkarze cieszą się w stanie dużą popularnością. 
W 2018 zaprosił papieża Franciszka do odwiedzenia Kerali. W styczniu 2020, podczas II Loka Kerala Sabha (LKS) w Trivandrum odebrał z rąk przedstawicielki Uniwersytetu w Tybindze cyfrową kopię archiwów niemieckiego językoznawcy i misjonarza Hermanna Gunderta, autora cenionych opracowań poświęconych językowi i literaturze Kerali.
W listopadzie 2021 przyjął w Trivandrum ambasadora Socjalistycznej Republiki Wietnamu w Indiach, Pham Sanh Chau. 17 grudnia 2021 w indyjskiej stolicy spotkał z Vương Đình Huệ, przewodniczącym wietnamskiego Zgromadzenia Narodowego.
Negatywnie postrzega politykę indyjskiego rządu federalnego wobec Chińskiej Republiki Ludowej. W styczniu 2018 stwierdził, że Indie stają się strategicznym partnerem Stanów Zjednoczonych – jako część szerokiego sojuszu mającego za zadanie przeciwstawienie się Chinom. Dodał, że tak zarysowany kurs indyjskiej dyplomacji służy przede wszystkim ideologicznym celom Narodowego Stowarzyszenia Ochotników (RSS), macierzystej organizacji rządzącej na poziomie federalnym Indyjskiej Partii Ludowej (BJP). W marcu 2023, mimo braku podobnego oświadczenia ze strony prawicowego indyjskiego rządu federalnego przesłał Xi Jinpingowi rewolucyjne pozdrowienia. Pogratulował tym samym chińskiemu przywódcy ponownego wyboru na przewodniczącego Chińskiej Republiki Ludowej.
W grudniu 2021 jego rząd podpisał porozumienie z Niemiecką Federalną Agencją Zatrudnienia mające docelowo zapewnić pracę przeszło 10 tysiącom keralskich pielęgniarek.
W lutym 2022, po inwazji rosyjskiej na Ukrainę, zwrócił się do indyjskiego ministerstwa spraw zagranicznych z prośbą o pomoc w ewakuacji 2320 przebywających na terytorium Ukrainy studentów pochodzących z Kerali. 7 marca 2022 poinformował, że do rodzinnego stanu powróciło już 2816 kształcących się na ukraińskich uniwersytetach Keralczyków.
W lutym 2023 wyraził gotowość udzielenia pomocy humanitarnej dotkniętym przez silne trzęsienia ziemi mieszkańcom pogranicza turecko-syryjskiego. Niedługo później ogłosił pakiet pomocowy o łącznej wartości stu milionów rupii, niezależny od wsparcia już udzielonego Turcji i Syrii przez indyjski rząd federalny.

## Popularność i wizerunek publiczny

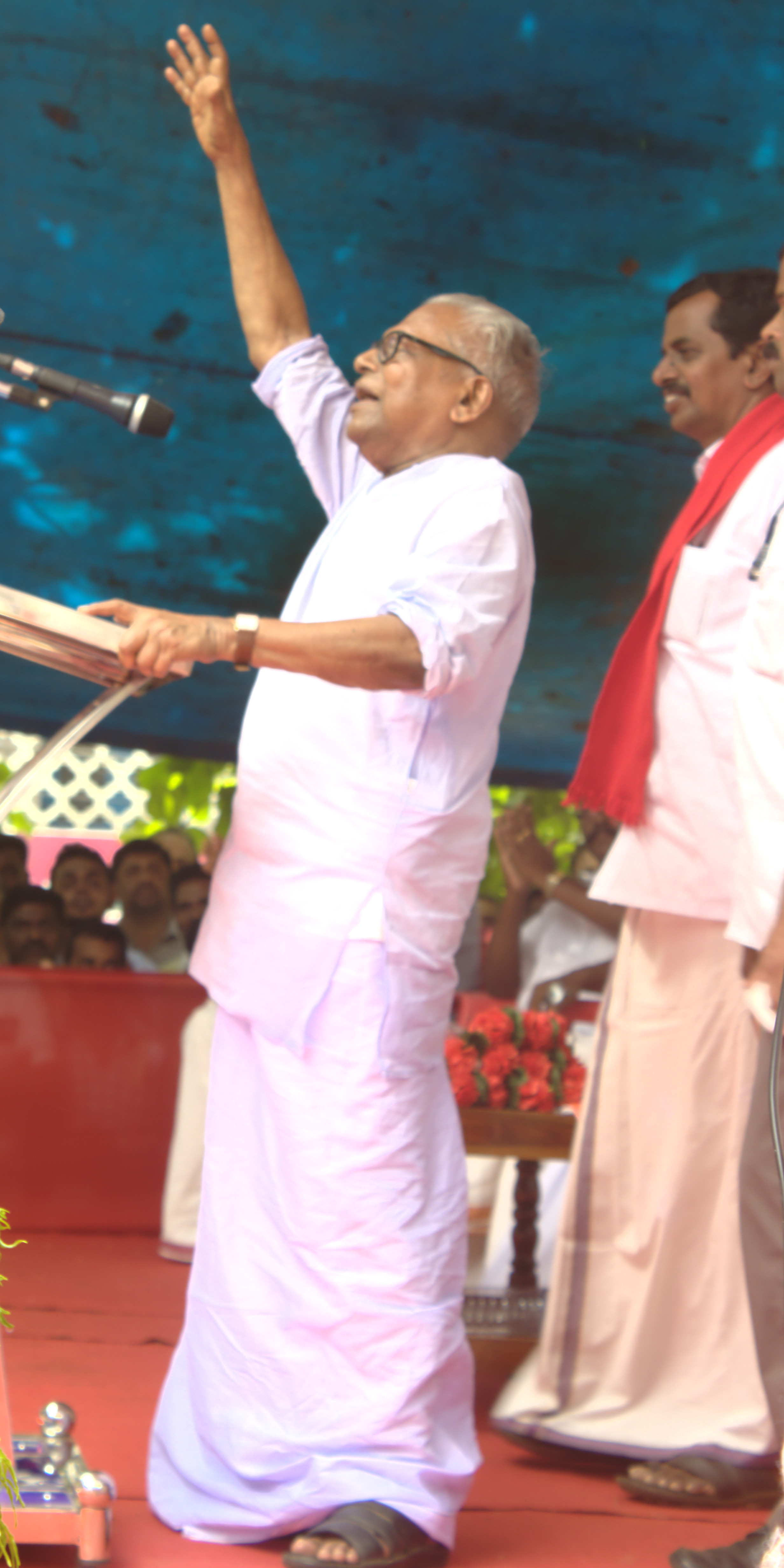
V.S. Achuthanandan, początkowo mentor, później zaś rywal Pinarayi Vijayana

W przeciwieństwie do wielu związanych z ruchem komunistycznym przywódców Kerali z przeszłości nigdy nie był uznawany za charyzmatycznego, przyciągającego uwagę tłumów polityka. Jako keralski premier jednakże zyskał znaczną popularność, zwłaszcza wśród inteligencji oraz wśród ludzi młodych. Przez swoich zwolenników bywa niekiedy określany mianem kapitana. 
Dominująca pozycja Vijayana w keralskich strukturach partyjnych pozwoliła mu na wywarcie bezprecedensowego wpływu na kształt listy kandydatów w wyborach stanowych z 2021. Swoje miejsce na niej stracili prominentni politycy KPI (M), tacy jak urzędujący minister finansów T.M. Thomas Isaac czy minister przemysłu i sportu E.P. Jayarajan. Z uwagi na swój troskliwie pielęgnowany publiczny wizerunek oraz spersonalizowany styl swego przywództwa porównywany jest do indyjskiego premiera Narendry Modiego jako mundu udutha Modi (Modi w mundu). W regionalnym kontekście keralskim zestawiany jest z kolei z K. Karunakaranem, reprezentującym Indyjski Kongres Narodowy długoletnim premierem stanowym. Warto zauważyć, że sam K. Karunakaran był znienawidzony w keralskich środowiskach lewicowych, głównie z powodu nadużyć, których dopuścił się jako minister spraw wewnętrznych podczas stanu wyjątkowego.
Kult jednostki, który rozwinął się wokół Vijayana, jest przedmiotem kontrowersji, również w szeregach jego macierzystej formacji politycznej. Niektórzy działacze KPI (M) zaznaczają, że na podobne wywyższanie jakiejkolwiek osoby nie ma miejsca w szeregach partii komunistycznej. Jeden ze zmarginalizowanych przez Vijayana przywódców, P. Jayarajan, w poście opublikowanym w jednym z serwisów społecznościowych zauważył, że komuniści nigdy nie czczą jednostek. Wszyscy w tej partii są towarzyszami, natomiast kapitanem jest sama partia. Jednocześnie zauważano, że szczególna pozycja keralskiego premiera nie jest w kontekście indyjskim zjawiskiem wyjątkowym czy rzadkim. Podobny zasięg wpływów we własnych partiach mają chociażby M.K. Stalin czy Rahul Gandhi.
Kult jednostki, którego obiektem stał Vijayan bywał również analizowany w kontekście historycznego rozwoju oraz strukturalnych problemów Komunistycznej Partii Indii (Marksistowskiej). Wskazywano, że tendencja do budowania kultu jednostki wokół cieszących się popularnością przywódców jest w niej obecna od wielu dekad i dotyczyła chociażby polityków takich jak E.M.S. Namboodiripad czy A.K. Gopalan. Jednakże, podczas gdy kult innych komunistycznych luminarzy keralskich wyrósł głównie z oddolnej, autentycznej popularności uzyskanej przez tych polityków, Vijayan w większości wytworzył go dzięki starannej kampanii wizerunkowej, sięgającej przynajmniej 2014. Dziennikarz i komentator polityczny Pramod Puzhankara wypowiadając się na temat dominacji premiera zauważył, że ignorowanie czynników ideologicznych przez partię może w przyszłości doprowadzić do łatwego przechwycenia jej elektoratu przez inną formację dysponującą silnym, charyzmatycznym przywódcą.
Już po ogłoszeniu wyników wyborów z 2021 artykuł wstępny w wydawanej przez KPI (M) gazecie "People's Democracy" wyrażał delikatnie tylko skrywane niezadowolenie z koncentrowania się jedynie na roli i postaci Vijayana w analizach partyjnego zwycięstwa. W tekście tym zauważono, że niektóre media i komentatorzy polityczni usiłują sprowadzić to historyczne zwycięstwo wyłącznie do roli, jaką odegrał w nim Pinarayi Vijayan. Dodano dalej jednakże, zwycięstwo jest wynikiem wysiłków zarówno zbiorowych jak i indywidualnych. Podkreślono też, zgodnie z tradycyjną praktyką partii, iż zarówno KPI (M) jak i koalicja, której partia przewodzi, nadal opierać się będzie na zasadach grupowego wysiłku i indywidualnej odpowiedzialności.

## Miejsce w strukturach partyjnych
Powierzano mu liczne funkcje w aparacie partyjnym. Vijayan przeszedł w nim długą drogę, poczynając od drugiej połowy lat sześćdziesiątych. Od 1968 w komitecie partii w dystrykcie Kannur, od 1972 w sekretariacie tego komitetu. W 1978 wybrany do komitetu stanowego KPI (M). W 1986 mianowany sekretarzem struktur w dystrykcie Kannur. W 1989 wybrany do sekretariatu stanowego komitetu partii. Od 1998 do 2015 kierował stanowym komitetem KPI (M), w momencie rezygnacji był najdłużej urzędującym przewodniczącym tego gremium. Komentatorzy wskazują, iż na tym stanowisku wydał wojnę walkom frakcyjnym, kierując podległą mu strukturą z opanowaniem i bezwzględnością. Vijayan wchodzi w skład Komitetu Centralnego KPI (M). Od 2002 jest też członkiem Biura Politycznego macierzystej formacji. W sierpniu 2021 władze partii zdecydowały o obniżeniu górnej granicy wieku dla członków Komitetu Centralnego do 75 lat zamiast dotychczasowych 80. Implementacją decyzji miał się zająć kolejny kongres KPI (M). Zgodnie z przewidywaniami Vijayan został zwolniony z obowiązku przestrzegania tego zapisu na kongresie partyjnym w Kannur w 2022. Pozostał tym samym w Komitecie Centralnym, jak również w Biurze Politycznym.
Sposób funkcjonowania polityka w partyjnej hierarchii bywa określany mianem stalinowskiego. Mimo tego należy do umiarkowanego skrzydła KPI (M), jest relatywnie otwarty na współpracę z rynkami finansowymi oraz wielkim biznesem. Porównywany na tym tle do Denga Xiaopinga. Jednocześnie już jako szef rządu stanowego wypowiadał się w pozytywnym tonie na temat Chińskiej Republiki Ludowej czy Koreańskiej Republiki Ludowo-Demokratycznej. Chwalił też walkę tych krajów z amerykańskim imperializmem.
Od wielu lat skonfliktowany ze swoim dawnym mentorem i byłym keralskim premierem V.S. Achuthanandanem. W 2007 został na krótko zawieszony w prawach członka Biura Politycznego, właśnie za krytykę tego ostatniego. Rywalizacja między politykami bywa zestawiana z innym fenomenem współczesnej kultury popularnej Kerali, mianowicie antagonizmem między Mohanlalem a Mammoottym, najpopularniejszymi aktorami dzisiejszego kina w języku malajalam. Konflikt między Vijayanem a Achuthanandanem znajduje również odzwierciedlenie w diasporalnej polityce społeczności keralskich z Zatoki Perskiej.
Jego dominująca, niczym właściwie niezagrożona pozycja w partii łączy się z niechęcią do oficjalnego krajowego kierownictwa KPI (M). Podczas kongresu w Visakhapatnam z 2015 poświęconemu wyborowi nowego sekretarza generalnego wsparł S. Ramachandrana Pillai, nie zaś Sitarama Yechurego. Oficjalne publikacje prasowe partii w Kerali nie poświęciły Yechuremu powitalnych artykułów wstępnych, jak to jest w zwyczaju. Również przychylne Vijayanowi media w Kerali powitały nowego przywódcę partii dość chłodno. W 2018, podczas wystąpienia na konferencji stanowej w Triśur Yechury przypomniał, że KPI (M) jest Komunistyczną Partią Indii (Marksistowską), nie zaś Komunistyczną Partią Kerali (Marksistowską). Jedną z osi konfliktu między politykami jest taktyczna współpraca z Indyjskim Kongresem Narodowym, której Vijayan zażarcie się sprzeciwia.

## Upodobania, osobowość i życie prywatne
Jest ateistą. We wrześniu 1979 w Thalassery poślubił Kamalę. Małżeństwo to zostało zaaranżowane. Para doczekała się dwójki dzieci, córki Veeny oraz syna Viveka Kirana. Małżeństwo Veeny z muzułmaninem, zawarte w 2020, stało się obiektem gwałtownej krytyki oraz ataków ze strony indyjskiej skrajnej prawicy. Polityzacja związku córki Vijayana nie ogranicza się zresztą do hinduskich środowisk prawicowych. Podczas wiecu w Kalikucie z 9 grudnia 2021 sekretarz stanowy Indyjskiej Ligi Muzułmańskiej (IML) Abdurahiman Kallai nazwał go cudzołóstwem. 
Należy do polityków rzadko okazujących emocje publicznie. Unika nawet śmiechu przed kamerami. Czasem, usłyszawszy dobry żart ma podobno wymykać się do toalety by dopiero tam pozwolić sobie na chwilę humoru i uśmiechu. Uwagę tak mediów jak i towarzyszy partyjnych przykuła jego głęboko emocjonalna reakcja na śmierć Kodiyeri Balakrishnana, szefa stanowego komitetu KPI (M) w październiku 2022. Balakrishnan był bliskim przyjacielem Vijayana i towarzyszył mu w niezwykle trudnych dlań chwilach podczas stanu wyjątkowego z lat 70. XX wieku. Przemawiając podczas pogrzebu polityk stwierdził błędem byłoby powiedzieć, że towarzysz Kodiyeri był dla mnie niczym brat. Towarzysz Kodiyeri był moim bratem. Opisując dalej zasługi przyjaciela tak dla struktur partyjnych jak i dla całego stanu, musiał przedwcześnie zakończyć swe wystąpienie. Prawdopodobnie obawiał się, że całkowicie straci panowanie nad sobą i wybuchnie płaczem. Jeden z przywódców koalicyjnej Komunistycznej Partii Indii (KPI) Binoy Viswam przyznał później, iż nigdy wcześniej nie widział podobnie zasmuconego i załamanego keralskiego premiera. Emocje okazane na pogrzebie nie były jedynymi zauważonymi przez media u Vijayana w związku ze zgonem Balakrishnana. Kilka dni po pogrzebie, podczas wystąpienia w Kannur przyznał, że partia zawsze dokłada starań by stratę spowodowaną śmiercią przywódcy przezwyciężyć dzięki sile zbiorowego wysiłku. Odejście towarzysza Kodiyeri tworzy jednakże wyrwę, której nie da się łatwo wypełnić. Podkreślił raz jeszcze, iż partia dołoży wszelkich starań, by godnie zastąpić przedwcześnie zmarłego lidera. Zamilkł następnie na dłuższą chwilę, następnie zaś pospiesznie zakończył swe wystąpienie, ponownie prawdopodobnie bojąc się nazbyt wyraźnego okazania emocji. 
Komentatorzy zwrócili uwagę, że korzeni szeroko analizowanego zachowania Vijayana w tym przypadku należy szukać w specyficznej kulturze tak jego macierzystej formacji politycznej, jak i partii komunistycznych w ogóle. W szeregach Komunistycznej Partii Indii (Marksistowskiej) publiczne okazywanie emocji bywa poczytywane jako wyraz słabości i jako takie jest powszechnie stygmatyzowane. Funkcjonariusze partyjni średniego i wyższego szczebla, którzy odważają się wyłamać z przyjętego wzorca są albo poddawani ostrej krytyce albo wręcz zdejmowani ze swych dotychczasowych funkcji. Współczesna historia Kerali zna tylko jednego komunistycznego przywódcę, któremu pozwalano na publiczne okazywanie słabości. Był nim wspominany wyżej premier E.K. Nayanar, polityk niezwykle charyzmatyczny i mający doskonały kontakt z masami. W 1991 płakał on rzewnie na pogrzebie swego ukochanego towarzysza partyjnego M.K. Kelu, w 1998 był natomiast wyraźnie poruszony na uroczystościach pogrzebowych przywołanego już wcześniej pierwszego premiera zjednoczonej Kerali E.M.S. Namboodiripada. We wszystkich innych przypadkach uwidacznianie emocji jest uznawane za zachowanie niegodne należycie uformowanego komunisty. To, że zachowanie Vijayana, tak wyraźnie odbiegające nie tylko od partyjnych norm ale też od starannie pielęgnowanego wizerunku polityka nie przyniosło ze sobą fali krytyki świadczy pośrednio o jego niezwykle silnej pozycji w strukturach KPI (M).
Vijayan znany jest z ostrego języka i bezpośredniości, cech szczególnie u niego widocznych zwłaszcza przed przejęciem władzy w Kerali. W 2007 nazwał ówczesnego syromalabarskiego biskupa Thamarasserry Paula Chittilapilly'ego nędzną kreaturą. W 2012, po zabójstwie założyciela Rewolucyjnej Partii Marksistowskiej T.P. Chandrasekharana użył wobec niego określenia kulam kuthi oznaczającego zdrajcę własnego klanu. Chandrasekharan aż do 2008 był bowiem członkiem KPI (M). W 2014, tuż przed wyborami federalnymi nazwał N.K. Premachandrana, kandydata Rewolucyjnej Partii Socjalistycznej, zgniłkiem. Po jego wyborze do parlamentu określił go dodatkowo mianem łajdaka. Przez członków i zwolenników KPI (M) Vijayan nazywany jest niekiedy erattachangan, co w wolnym tłumaczeniu można oddać jako lwie serce.
Przywiązuje dużą wagę do dyscypliny i punktualności. Jada niewiele i nie ma szczególnych upodobań kulinarnych. T. Murukesh, jego długoletni kucharz, przygotowywał dla niego tradycyjne dania kuchni keralskiej. Powstrzymuje się od picia kawy i herbaty, preferuje przegotowaną i schłodzoną wodę. Znany z zamiłowania do kina, zwłaszcza do starszych filmów tamilskich oraz do filmów akcji. Deklaruje się jako fan Kamala Hassana i Rajinikantha. Poza obrazami w języku tamilskim ceni również filmy w ojczystym języku malajalam oraz te wyprodukowane poza Indiami. Miłośnik filmów rysunkowych, w tym produkcji Disneya. Ceni literaturę, zwłaszcza tą w swym języku ojczystym.

## Publikacje książkowe
Opublikował szereg książek poświęconych historii, polityce czy tematyce związanej z rozwojem. Można wymienić tytuły takie jak Iṭatupakṣaṃ ceyyēṇṭatȧ (2005), Janaṅṅaḷkkoppaṃ : teraññeṭutta lēkhanaṅṅaḷ (2006), Kēraḷaṃ : raṇabhūmikaḷilūṭe (2009), Kēraḷīya navōthānam nēriṭunna velluviḷikaḷ : teraṅṅeṭutta lēkhanaṅṇaḷ (2004), India vs. RSS (2018), Navakēraḷattināyuḷḷa navōthānaṃ : Mukhyamantr̲i Piṇar̲āyi Vijayant̲e teraññeṭutta pr̲abandhaṅṅa (2019) i Pauratvavuṃ dēśakkūr̲uṃ (2020).
Jest również autorem artykułu poświęconego relacjom keralskich muzułmanów z keralskim ruchem komunistycznym, opublikowanego na łamach „The Marxist” w styczniu 2014. Napisał przedmowę do politycznej biografii Hugo Chaveza w języku malajalam pióra G. Vijayakumara z 2013.

## Nagrody i wyróżnienia
Vijayan, podobnie jak inni politycy Komunistycznej Partii Indii (Marksistowskiej), odmawia przyjęcia jakiegokolwiek odznaczenia, wyróżnienia czy też jakiejkolwiek nagrody przyznawanej przez władze państwowe. Postawa ta ma w jego macierzystej partii politycznej długą i bogatą tradycję. Pierwszy premier stanowy zjednoczonej Kerali, wspomniany wyżej E.M.S. Namboodiripad odmówił przyjęcia przyznanego mu przez indyjski rząd federalny Orderu Padma Vibhushan w 1992. Długoletni premier rządu stanowego Bengalu Zachodniego Buddhadeb Bhattacharjee postąpił podobnie z nadanym mu w 2022 Orderem Padma Bhushan. Vijayan przyjmuje jednocześnie, podobnie jak jego towarzysze partyjni, wyróżnienia przyznawane z inicjatywy organizacji pozarządowych czy też prasy. W 2018 otrzymał nagrodę dla najlepszego indyjskiego premiera stanowego przyznawaną przez Gandhi Global Foundation. Rządzona przezeń Kerala została uznana za najlepiej zarządzany stan indyjski przez Public Affairs Centre (2016, 2017 i 2018). Znalazła się także na 5. miejscu w rankingu najlepiej zarządzanych indyjskich stanów za rok 2021 opublikowanym przez rząd federalny.
Umieszczany na listach najpotężniejszych Indusów kompilowanych przez „The Indian Express”. W 2021 i 2022 znalazł się na 24. miejscu, w 2019 na 75., w 2018 na 42, w 2017 natomiast na 45. W komentarzach do tych zestawień podkreślano zwłaszcza całkowitą kontrolę Vijayana nad keralskimi strukturami władzy, tak w partii jak i w rządzie.

## Vijayan w keralskiej kulturze

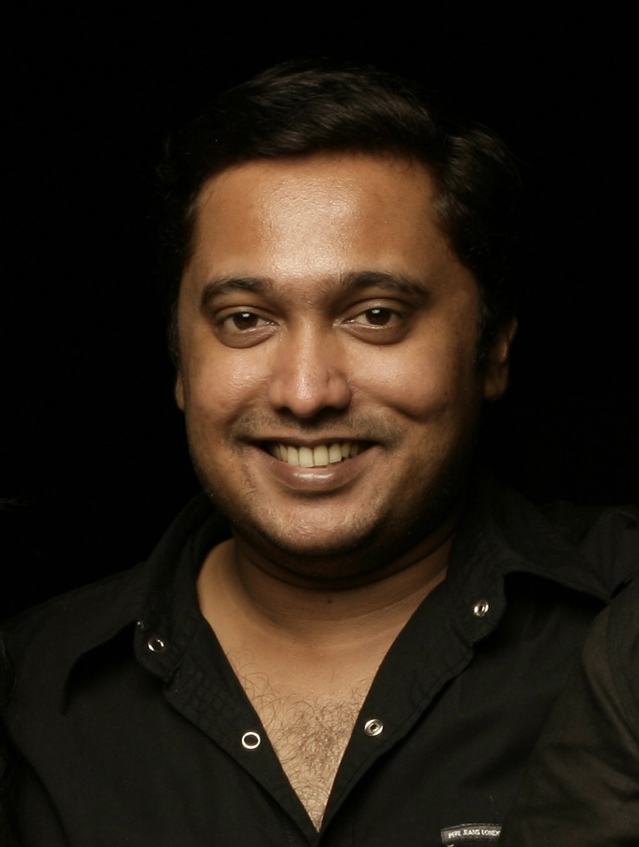
Arun Kumar Aravind, keralski reżyser filmowy. Jego Left Right Left (2013) napotkał problemy z dystrybucją, co miało być spowodowane zawartą w nim zawoalowaną krytyką Pinarayi Vijayana.

Został utrwalony w kulturze popularnej rodzinnego stanu, poświęcona mu jest choćby piosenka Priya Sakhavu (2021) skomponowana przez Bijibala. Główny bohater filmu One (2021), fikcyjny premier Kerali Kadakkal Chandran był pierwotnie uznawany za postać inspirowaną Vijayanem, szczególnie na podstawie zwiastuna. Treść samego obrazu przekazuje jednak niewiele dowodów mogących takie powiązanie wesprzeć.
Rozmaite wydarzenia w karierze Vijayana zostały uchwycone przez karykaturzystów politycznych. Tak było ze sporem z V.S. Achuthanandanem czy pominięciem w kolejnym gabinecie K.K. Shailajy. Opublikowana przez konserwatywny, skrajnie prawicowy „Janmabhoomi” karykatura Vijayana nawiązująca do jego pochodzenia kastowego wywołała w 2018 znaczne kontrowersje. Zaznaczyć przy tym należy, że Kerala ma bogate tradycje satyry politycznej. Wraz ze wszystkimi innymi członkami ówczesnej stanowej legislatywy został uwieczniony na wystawie karykatur zorganizowanej w gmachu parlamentu w Trivandrum w 2016.
Poza bezpośrednimi czy przynajmniej wprost sugerowanymi odniesieniami do Vijayana w keralskich produkcjach filmowych pojawia się on również w bardziej nieoczywisty sposób. Dystrybutorzy filmu Left Right Left (2013) w reżyserii Aruna Kumara Aravinda napotykali na problemy z wyświetlaniem obrazu w kinach w miastach uznawanych za zagłębia wyborcze KPI (M). Miało to być spowodowane subtelną krytyką Vijayana, którą można w tym filmie dostrzec. Jednym z jego wątków jest m.in. sprawa korupcyjna przypominająca wspomniany wyżej skandal z udziałem SNC-Lavalin. Jeden z bohaterów przypomina Vijayana fizycznie, a w fabule można wyśledzić nawiązania do rywalizacji między Vijayanem a V.S. Achuthanandanem. Film ukazuje również szerzej niebezpieczeństwa czyhające na funkcjonującą w systemie demokratycznym lewicę, gdy ta poddaje się kultowi jednostki. Vijayan w momencie premiery Left Right Left wciąż był sekretarzem keralskich struktur partii. Do filmu tego powrócono zresztą w komentarzach po opisywanym wyżej spektakularnym zwycięstwie KPI (M) w wyborach z 2021, krytykując właśnie dominującą pozycję premiera.
W przesyconej odniesieniami do kina kulturze popularnej Kerali Vijayan porównywany bywał do Murugana, głównego bohatera filmu Pulimurugan z 2016. Porównania te wyśmiewane były przez opozycyjny Indyjski Kongres Narodowy. Zestawiany był przez komentatorów również z Jaisonem Varghese, superbohaterem będącym główną postacią filmu Minnal Murali z 2021.